# 永盛敦郎
永盛 敦郎（ながもり あつお、1944年8月 - 2016年12月26日）は、日本の弁護士。第二東京弁護士会副会長や、自由法曹団幹事長、法律扶助協会事務局長、法テラス東京所長等を歴任した。

## 人物・経歴
埼玉県生まれ。1968年東京大学法学部卒業、司法修習生。1970年弁護士登録。1990年第二東京弁護士会副会長。1992年自由法曹団幹事長。1997年から財団法人法律扶助協会事務局長を務め、同財団専務理事や東京都支部長等も歴任し、民事法律扶助制度確立に尽力し、2008年には第2代日本司法支援センター東京地方事務所所長に就任した。司法アクセス学会理事、司法アクセス推進協会副会長等も歴任したが、2016年に膵臓がんのため急逝した。享年72。